# Sondos Belhassen
Sondos Belhassen (arabe : سندس بلحسن), née le 22 décembre 1968, est une actrice, danseuse et chorégraphe tunisienne. 

## Biographie
Formée au Centre international de danse Rosella-Hightower, elle intègre le Ballet national tunisien en tant que danseuse et occupe le poste de responsable de formation au Centre national de danse Borj El Baccouche.
Elle est professeure de danse à l'espace El Teatro et à l'École nationale des arts du cirque de Tunis, et auparavant au Centre méditerranéen de danse contemporaine (Tunis). Elle est également la présidente de l'association L'mdina Wel Rabtine à Tunis.

## Filmographie

### Cinéma

#### Longs métrages
- 1989 : Les Sabots en or de Nouri Bouzid
- 1992 : Bezness de Nouri Bouzid
- 1995 : Paul Bowles: Halfmoon de Frieder Schlaich (de) et Irene von Alberti (de)
- 1996 : Le Patient anglais d'Anthony Minghella
- 1997 : Vivre au paradis de Bourlem Guerdjou
- 2009 : Les Secrets de Raja Amari : Radhia
- 2012 : Le Professeur de Mahmoud Ben Mahmoud
- 2013 : Bastardo (en) de Nejib Belkadhi
- 2015 : Narcisse de Sonia Chamkhi
- 2017 :
  - Benzine de Sarra Abidi
  - L'Amour des hommes de Mehdi Ben Attia
- 2019 :
  - Les Épouvantails de Nouri Bouzid
  - Un fils de Mehdi Barsaoui
- 2023 : Backstage de Afef Ben Mahmoud et Khalil Benkirane

#### Courts métrages
- 1992 : Fifty Fifty, mon amour de Nadia El Fani
- 2003 : Quartier Tam-Tam de Mohamed Damak
- 2008 :
  - Borderline de Sonia Chamkhi
  -  Le Poisson noyé de Malik Amara
  - Une Saison entre l'enfer et le paradis de Mourad Ben Cheikh
- 2009 : Le Dernier wagon de Sarra Abidi
- 2010 :
  - Vivre (en) de Walid Tayaa
  -  La Vague de Mohamed Ben Attia
- 2012 : Bousculade du 9 avril 1938 de Tarak Khalladi et Sawssen Saya
- 2016 :
  - Le Fleuve de Lethe de Saoussen Baba
  - 35 mm de Mehdi Barsaoui
- 2017 : Ayda de Feriel Haj Romdhane
- 2019 : Le Retour de Charlie Kouka
- 2023 : Les Gens qui rêvent de Zeineb Bouzid

### Télévision
- 2016-2017 : Flashback de Mourad Ben Cheikh
- 2019 :
  - L'Affaire 460 de Majdi Smiri
  - Nouba d'Abdelhamid Bouchnak : Safia
- 2020 : Ochèg Eddenia d'Abdelhamid Bouchnak
- 2021-2022 : Ken Ya Makenech d'Abdelhamid Bouchnak

### Documentaires
- 2011 : Laïcité, Inch'Allah ! de Nadia El Fani[3]
- 2016 : Protectorat 1881 de Tarek Ibrahim

## Chorégraphies
- 2004 : Sondos Belhassen signe la chorégraphie de la cérémonie d’ouverture de la coupe d’Afrique des nations
- 2006 :
  - Zangana, installation chorégraphique de Sondos Belhassen et Malek Sebai à partir du texte de Haifa Zangana
  - B-Ticino Volet II, création de Sondos Belhassen, Malek Sebai et Patricia K. Triki
- 2008 : Manel wù Saoussen, chorégraphie et interprétation de Sondos Belhassen et Malek Sebai
- 2010 : La Prison des délits de cœur, création de Sondos Belhassen, Malek Sebai et Patricia K. Triki

## Expositions
- 2010 (23 janvier-14 février) : 3 works et 6 dialogues de Patricia K. Triki, Galerie El Marsa, Tunis[4],[5]